# Gradac (Brus)
Gradac (em cirílico: Градац) é uma vila da Sérvia localizada no município de Brus, pertencente ao distrito de Rasina. A sua população era de 136 habitantes segundo o censo de 2011.

## Demografia
| 1948 | 1953 | 1961 | 1971 | 1981 | 1991 | 2002 | 2011 |
| ---- | ---- | ---- | ---- | ---- | ---- | ---- | ---- |
| 154  | 173  | 185  | 155  | 167  | 143  | 134  | 136  |